# Beneath the Skin
Beneath the Skin – drugi album studyjny islandzkiego zespołu Of Monsters and Men. Płyta miała swoją premierę w Islandii 8 czerwca 2015 r., a na świecie - 9 czerwca 2015 r. Tytuł utworu został zaczerpnięty z tekstu piosenki Human. Album zadebiutował na 3. miejscu zestawienia Billboard 200, osiągając w Stanach Zjednoczonych około 61 tysięcy sprzedanych egzemplarzy.

## Lista utworów
| Wydanie islandzkie | Wydanie islandzkie                                              | Wydanie islandzkie |
| Nr                 | Tytuł utworu                                                    | Długość            |
| ------------------ | --------------------------------------------------------------- | ------------------ |
| 1.                 | „Crystals” (Hilmarsdóttir, þórhallsson, Hilmarsson)             | 4:02               |
| 2.                 | „Human” (Hilmarsdóttir, þórhallsson)                            | 3:58               |
| 3.                 | „Hunger” (Hilmarsdóttir, þórhallsson)                           | 4:50               |
| 4.                 | „Wolves Without Teeth” (Hilmarsdóttir, þórhallsson, Hilmarsson) | 3:58               |
| 5.                 | „Empire” (Hilmarsdóttir, þórhallsson, Hilmarsson)               | 4:22               |
| 6.                 | „Winter Sound” (Hilmarsdóttir, þórhallsson, Hilmarsson)         | 3:42               |
| 7.                 | „Slow Life” (Hilmarsdóttir, þórhallsson, Hilmarsson)            | 5:43               |
| 8.                 | „Organs” (Hilmarsdóttir, þórhallsson)                           | 4:31               |
| 9.                 | „Black Water” (Hilmarsdóttir, þórhallsson, Hilmarsson)          | 4:13               |
| 10.                | „Thousand Eyes” (Hilmarsdóttir, þórhallsson)                    | 4:02               |
| 11.                | „I of the Storm” (Hilmarsdóttir, þórhallsson, Hilmarsson)       | 4:36               |
| 12.                | „We Sink” (Hilmarsdóttir, þórhallsson, Hilmarsson)              | 4:23               |
| 13.                | „Backyard” (Hilmarsdóttir, þórhallsson)                         | 4:19               |
|                    |                                                                 | 56:39              |

| Wydanie amerykańskie (standard) | Wydanie amerykańskie (standard) | Wydanie amerykańskie (standard) |
| Nr                              | Tytuł utworu                    | Długość                         |
| ------------------------------- | ------------------------------- | ------------------------------- |
| 1.                              | „Crystals”                      | 4:02                            |
| 2.                              | „Human”                         | 3:58                            |
| 3.                              | „Hunger”                        | 4:50                            |
| 4.                              | „Wolves Without Teeth”          | 3:58                            |
| 5.                              | „Empire”                        | 4:22                            |
| 6.                              | „Slow Life”                     | 5:43                            |
| 7.                              | „Organs”                        | 4:31                            |
| 8.                              | „Black Water”                   | 4:13                            |
| 9.                              | „Thousand Eyes”                 | 4:02                            |
| 10.                             | „I of the Storm”                | 4:36                            |
| 11.                             | „We Sink”                       | 4:23                            |
|                                 |                                 | 48:38                           |

| Wydanie amerykańskie (deluxe) | Wydanie amerykańskie (deluxe) | Wydanie amerykańskie (deluxe) |
| Nr                            | Tytuł utworu                  | Długość                       |
| ----------------------------- | ----------------------------- | ----------------------------- |
| 1.                            | „Crystals”                    | 4:02                          |
| 2.                            | „Human”                       | 3:58                          |
| 3.                            | „Hunger”                      | 4:50                          |
| 4.                            | „Wolves Without Teeth”        | 3:58                          |
| 5.                            | „Empire”                      | 4:22                          |
| 6.                            | „Slow Life”                   | 5:43                          |
| 7.                            | „Organs”                      | 4:31                          |
| 8.                            | „Black Water”                 | 4:13                          |
| 9.                            | „Thousand Eyes”               | 4:02                          |
| 10.                           | „I of the Storm”              | 4:36                          |
| 11.                           | „We Sink”                     |                               |
|                               |                               | 44:15                         |

## Twórcy
Członkowie zespołu
- Nanna Bryndís Hilmarsdóttir - kompozytor, wokal, gitara akustyczna
- Ragnar þórhallsson - kompozytor, wokal, gitara akustyczna
- Brynjar Leifsson - gitara barytonowa, gitara elektryczna
- Arnar Rósenkranz Hilmarsson - kompozytor, perkusja
- Kristján Páll Kristjánsson - bas
- Árni Guðjónsson - akordeon, organy, fortepian

Pozostali twórcy
| - Ben Adelson - A&R - Victor Orri Árnason - struny - Charlie Bisharat - skrzypce - Robert Brophy - altówka - David Campbell - dyrygent, struny - Martin Cooke - inżynieria - Rich Costey - klawisze, mandolina, miksowanie, produkcja, programowanie - Nicolas Fournier - inżynieria - Paula Hochhalter - wiolonczela - Stephen Hughes - puzon - Bob Ludwig - koordynacja | - Lisa McCormick - róg - Erm Navarro - puzon - Leif Podhajsky - projekt graficzny - Walter Simonsen - trąbka - Alex Somers - inżynieria - Rob Stevenson - A&R - Dave Stone - bas - Steingrimur Karl Teague - klawisze - Josefina Vergara - skrzypce - Harry Wilson - inzynieria |

## Notowania
| Lista                                            | Najwyższa pozycje |
| ------------------------------------------------ | ----------------- |
| Australia (ARIA Charts)                          | 4                 |
| Austria (Ö3 Austria)                             | 20                |
| Belgia (Ultratop Flandria)                       | 23                |
| Belgia (Ultratop Walonia)                        | 50                |
| Francja (SNEP)                                   | 62                |
| Hiszpania (PROMUSICAE)                           | 27                |
| Holandia (MegaCharts)                            | 17                |
| Kanada (Billboard Canadian Albums)               | 1                 |
| Niemcy (Media Control Charts)                    | 10                |
| Norwegia (VG-Lista)                              | 40                |
| Nowa Zelandia (RIANZ)                            | 10                |
| Stany Zjednoczone (Billboard 200)                | 3                 |
| Stany Zjednoczone (Billboard Alternative Albums) | 2                 |
| Stany Zjednoczone (Billboard Digital Albums)     | 2                 |
| Stany Zjednoczone (Billboard Top Rock Albums)    | 2                 |
| Stany Zjednoczone (Billboard Tastemaker Albums)  | 4                 |
| Stany Zjednoczone (Billboard Top Album Sales)    | 2                 |
| Szwajcaria (Schweizer Hitparade)                 | 6                 |
| Wielka Brytania (UK Albums Chart)                | 10                |
| Włochy (FIMI)                                    | 28                |

## Single
- Crystals — 17 marca 2015[35]
- I of the Storm — 28 kwietnia 2015[36]
- Empire — 14 maja 2015[37]
- Hunger — 26 maja 2015[38]

## Wideografia
- Crystals - Arni & Kinski[39], 11 maja 2015[40]